# 小井里駅
小井里駅（ソジョンニえき）は、大韓民国世宗特別自治市小井面にある、韓国鉄道公社（KORAIL）京釜本線の駅。
2017年6月30日をもって旅客取り扱いを中止し、全ての旅客列車が通過している。

## 駅構造
島式ホーム2面4線を有する地上駅。

### のりば
| 1・2 | 京釜線（下り） | 大田・東大邱・釜山方面 |
| 3・4 | 京釜線（上り） | 天安・水原・ソウル方面 |

## 利用状況
2010年度の1日平均乗車人員は5人、1日平均乗降人員は13人である。

## 駅周辺
- 小井初等学校
- 小井面事務所
- 小井面保健支所

## 歴史
- 1906年1月20日 - 営業開始。
- 1907年9月20日 - 義兵の攻撃により駅舎焼失。[2]
- 1942年 - 駅舎新築。
- 1976年5月20日 - 小貨物取扱中断。
- 1985年10月30日 - 軍の専用線を開設。
- 1993年4月15日 - 乗車券車内取り扱い駅に指定。
- 1999年12月27日 - コンテナヤードの造成完了。
- 2002年8月25日 - 駅舎の改修完了。
- 2004年3月30日 - 漏電が原因の火事により駅舎焼失。
- 2005年1月 - 駅舎を建て替え。
- 2017年6月30日 - 旅客取り扱い中止。

## 隣の駅
韓国鉄道公社
京釜本線 (全列車通過)
天安駅 - 小井里駅 - 全義駅